# Великі перегони милосердя 1925 року

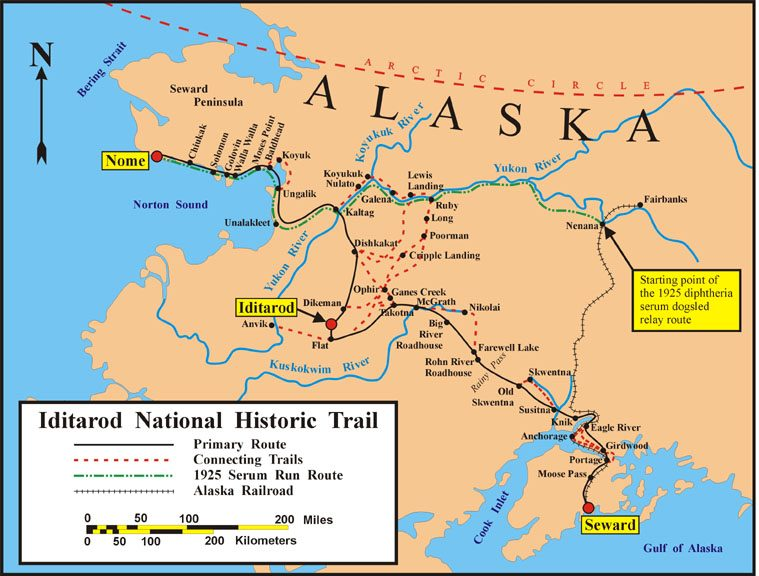
Маршрут Великих перегонів милосердя (зеленим) та маршрут перших перегонів «Ідітарод» (чорним).
Червоним пунктиром показано варіації маршруту перегонів у різні роки.

Великі перегони милосердя 1925 року або Перегони з доставки сироватки до Нома (англ. Great Race of Mercy, 1925 serum run to Nome) — дві доставки дифтерійного антитоксину з Ненани до Нома, Аляска, естафетою собачих упряжок під час епідемії дифтерії 1925 року.
До естафети було залучено 20 погоничів та близько 150 їздових собак. Протягом 27 січня—2 лютого та 8—15 лютого 1925 року вони двічі здолали 674 миль (1085 км) поштовим маршрутом від Ненани до Нома. Маршрут пролягав дикими просторами Аляски: 137 миль (220 км) уздовж річки Танана до її впадіння в Юкон (поселення Танана), 230 миль (370 км) за течією Юкона до Калтага, далі 90 миль (140 км) на захід до Уналакліта на березі затоки Нортона і потім 208 миль (335 км) на північний захід уздовж берега півострова Сьюард.
Найбільшу славу здобула упряжка Гуннара Каасена на чолі з сибірським хаскі Балто, яка везла сироватку на останньому етапі першого перегону (85 км), хоча найскладнішу та найдовшу його ділянку (146 км від околиць Шактуліка до Головіна) здолала упряжка Леонарда Сеппали з вожаком Того.
Із 1973 року на честь цієї події на Алясці проводять щорічні перегони на собачих упряжках «Ідітарод» за маршрутом Анкоридж —Ном.

## Етапи перших перегонів
| Дата              | Погонич                    | Початок дистанції               | Кінець дистанції                    | Пройдена відстань (км) |
| ----------------- | -------------------------- | ------------------------------- | ----------------------------------- | ---------------------- |
| 27—28 січня       | Вільям «Дикий Білл» Шеннон | Ненана                          | Толована                            | 84                     |
| 28 січня          | Едгар Калландс             | Толована                        | Менлі-Хот-Спрінгс                   | 50                     |
| 28 січня          | Ден Грін                   | Менлі-Хот-Спрінгс               | Фіш Лейк                            | 45                     |
| 28 січня          | Джонні Фолгер (атапаск)    | Фіш Лейк                        | Танана                              | 42                     |
| 29 січня          | Сем Джозеф (танана)        | Танана                          | Калландс                            | 55                     |
| 29 січня          | Тітус Ніколай (атапаск)    | Калландс                        | Найн Майл Кебін                     | 39                     |
| 29 січня          | Дейв Корнінг               | Найн Майл Кебін                 | Кокрінс                             | 48                     |
| 29 січня          | Гаррі Пітка                | Кокрінс                         | Рубі                                | 48                     |
| 29 січня          | Білл МакКарті              | Рубі                            | Віскі Крік                          | 45                     |
| 29 січня          | Едгар Нолнер               | Віскі Крік                      | Галіна                              | 39                     |
| 30 січня          | Джордж Нолнер              | Галіна                          | Бішоп Маунтін                       | 29                     |
| 30 січня          | Чарлі Еванс (атапаск)      | Бішоп Маунтін                   | Нулато                              | 48                     |
| 30 січня          | Томмі «Патсі» Патсон       | Нулато                          | Калтаг                              | 58                     |
| 30 січня          | Джек Ніколай               | Калтаг                          | Олд Вумен Шелтер                    | 64                     |
| 30 січня          | Віктор Анагік (ескімос)    | Олд Вумен Шелтер                | Уналакліт                           | 55                     |
| 31 січня          | Майлс Гонанган (ескімос)   | Уналакліт                       | Шактулік                            | 64                     |
| 31 січня          | Генрі Іванов               | Шактулік                        | Місце зустрічі з Леонардом Сеппалою | 0,8                    |
| 31 січня—1 лютого | Леонард Сеппала            | Місце зустрічі з Генрі Івановим | Головін                             | 146                    |
| 1 лютого          | Чарлі Олсон                | Головін                         | Блуфф                               | 40                     |
| 1—2 лютого        | Гуннар Каасен              | Блуфф                           | Ном                                 | 85                     |

## Етапи других перегонів
| Дата         | Погонич                    | Початок дистанції | Кінець дистанції  | Пройдена відстань (км) |
| ------------ | -------------------------- | ----------------- | ----------------- | ---------------------- |
| 8 лютого     | М.К. Олін                  | Ненана            | Мінто             | 42                     |
| 8—9 лютого   | К.Ф. Джонс                 | Мінто             | Толована          | 42                     |
| 9 лютого     | Вільям «Дикий Білл» Шеннон | Толована          | Менлі-Хот-Спрінгс | 50                     |
| 9 лютого     | Ден Грін                   | Менлі-Хот-Спрінгс | Фіш Лейк          | 45                     |
| 9 лютого     | Сем Джозеф                 | Фіш Лейк          | Танана            | 42                     |
| 9 лютого     | Соломон Баско              | Танана            | Калландс          | 55                     |
| 9 лютого     | Пітер Колумб               | Калландс          | Найн Майл Кебін   | 39                     |
| 9—10 лютого  | Едгар Калландс             | Найн Майл Кебін   | Кокрінс           | 48                     |
| 10 лютого    | Гаррі Пітка                | Кокрінс           | Рубі              | 48                     |
| 10 лютого    | Олександр Браун            | Рубі              | Віскі Крік        | 45                     |
| 10 лютого    | Джордж Кларк               | Віскі Крік        | Галіна            | 39                     |
| 10 лютого    | Едгар Нолнер               | Галіна            | Бішоп Маунтін     | 29                     |
| 10 лютого    | Френсіс Монро              | Бішоп Маунтін     | Нулато            | 48                     |
| 10—11 лютого | Томмі Патсон               | Нулато            | Калтаг            | 58                     |
| 11 лютого    | Джек Мадрас                | Калтаг            | Олд Вумен Шелтер  | 64                     |
| 11 лютого    | Джон Котуган               | Олд Вумен Шелтер  | Уналакліт         | 55                     |
| 11—12 лютого | Джордж Куток               | Уналакліт         | Шактулік          | 64                     |
| 12 лютого    | Генрі Іванов               | Шактулік          | Ісаакс Поінт      | 78                     |
| 12—13 лютого | Нашук                      | Ісаакс Поінт      | Елім              | 56                     |
| 13—14 лютого | Юлій Кайгсак               | Елім              | Головін           | 42                     |
| 14—15 лютого | Ед Рон                     | Головін           | Ном               | 125                    |